# Абылайханский сельский округ
Абылайха́нский се́льский окру́г (каз. Абылайхан ауылдық округі) — административная единица в составе Бурабайского района Акмолинской области Казахстана.
Административный центр — село Кызылагаш.

## География
Административно-территориальное образование расположено в северной части Бурабайского района. В состав сельского округа входит 4 населённых пункта.
Граничит с землями административно-территориальных образований: Амандыкский сельский округ Тайыншинского района Северо-Казахстанской области — на севере, северо-востоке, Национальный парк «Бурабай», Боровская поселковая администрация — на востоке, город Щучинск, Урумкайский, Златопольский сельские округа — на юге, Кенесаринский сельский округ, Аккольский сельский округ Зерендинского района — на западе.
Территория сельского округа охватывает восточную часть Кокшетауской возвышенности. Располагается между Казахским мелкосопочником и Западно-Сибирской равниной. Рельеф — преимущественно мелкосопочный, равнины преобладают в северных частях сельского округа. Общий уклон в целом с юга на север. Средняя абсолютная высота — около 300 метров над уровнем моря.
Гидрографические компоненты: озёра Балпаш, Клак, Мезгильсор, Оразсар, Сулкымас, Торлыколь, Улькенсор, по озёрам Базарбай и Малдыбай проходит административная граница с Северо-Казахстанской областью. Возле села Озёрное расположен пруд Фроловский.
Климат холодно-умеренный, с хорошей влажностью. Среднегодовая температура воздуха положительная и составляет около +3,0°С. Среднемесячная температура воздуха в июле достигает +19,0°С. Среднемесячная температура января составляет около −15,2°С. Среднегодовое количество осадков составляет около 450 мм. Основная часть осадков выпадает в период с июня по июль.
Через территорию сельского округа проходит автомобильная дорога республиканского значения — А-1 «Астана — Петропавловск» и Трансказахстанская железнодорожная магистраль.

## История
В 1989 году существовал как — «Фрунзенский сельсовет», в составе Щучинского района Кокчетавской области.
В составе сельсовета находились 5 населённых пунктов — сёла Кызылагаш (административный центр), Мезгильсор, Новый Карабаур, Оразбулак, Старый Карабаур.
В периоде 1991—1999 годов:
- Фрунзенский сельсовет был преобразован в сельский округ в соответствии с реформами административно-территориального устройства Республики Казахстан;
- в состав Фрунзенского сельского округа был включен Зеленоборский сельский округ (сёла Дорофеевка, Баймбай, Озёрное, Разъезд 20
- Фрунзенский сельский округ был переименован в Абылайханский сельский округ;
- сёла Баймбай, Оразбулак, Старый Карабаур и разъезд 20 впоследствии были упразднены;
- после упразднения Кокшетауской области в 1997 году, территория упразднённой области вошла в состав Северо-Казахстанской области;
- с 1999 года вместе с районом — в составе Акмолинской области.

Совместным решением Акмолинского областного Маслихата и Акимата Акмолинской области от 24 августа 2005 года № 3С-14-5 «О переименовании некоторых населенных пунктов Акмолинской области», зарегистрированное Департаментом юстиции Акмолинской области 01 сентября 2005 года № 3155 — село Дорофеевка Абылайханского сельского округа было переименовано в Акылбай ауылы.
Постановлением акимата Акмолинской области от 11 июня 2007 года № А-6/203 и решением Акмолинского областного маслихата от 11 июня 2007 года № ЗС-27-14 «О внесении изменений в административно-территориальное устройство Акмолинской области по Щучинскому району», зарегистрированное Департаментом юстиции Акмолинской области 11 июля 2007 года № 3228:
- село Баянбай было упразднено, поселение вошло в состав села Акылбай;
- село Старый Карабаур было упразднено, поселение вошло в состав села Новый Карабаур;
- село Жанкара было упразднено, поселение села вошло в состав села Озёрное.

Постановлением акимата Акмолинской области от 10 июня 2011 года № А-5/217 и решением Акмолинского областного маслихата от 10 июня 2011 года № 4С-33-8 «О переводе в категорию иных поселений некоторых сел Акмолинской области по Бурабайскому и Жаксынскому районам», зарегистрированное Департаментом юстиции Акмолинской области 11 июля 2011 года № 3394:
- село Мезгильсор Абылайханского сельского округа было переведено в категорию иных поселений, и исключено го из учетных данных;
- поселение упразднённого населённого пункта — вошло в состав села Кызылагаш.

## Население
| Численность населения | Численность населения | Численность населения | Численность населения | Численность населения |
| 1989                  | 1999                  | 2009                  | 2020                  | 2021                  |
| --------------------- | --------------------- | --------------------- | --------------------- | --------------------- |
| 3453                  | ↘3022                 | ↘2590                 | ↘2253                 | ↘2200                 |

Демографические показатели сельского округа
Общая численность сельского округа на начало 2022 года составляет — 2 200 человек. Из них:
- Экономически активное население — 1 191 человека (54,14 %);
- Занятое население — 846 чел, самозанятых — 343 чел;
- Пенсионеров — 303 чел. (13,77 %), инвалидов — 117 чел. (5,32 %);

## Состав
| № | Населённый пункт | Тип населённого пункта       | Население, 1989 | Население, 1999 | Население, 2009 |
| - | ---------------- | ---------------------------- | --------------- | --------------- | --------------- |
| 1 | Акылбай          | аул                          | 1 096           | 952             | 972             |
| 2 | Баймбай          | село, упразднено             | 37              | -               | -               |
| 3 | Карабауыр        | село                         | 228             | 259             | 231             |
| 4 | Кызылагаш        | село, административный центр | 1 538           | 1 350           | 1 127           |
| 5 | Мезгильсор       | село, упразднено             | 169             | 125             | 35              |
| 6 | Озёрное          | село                         | 251             | 336             | 225             |
| 7 | Оразбулак        | село, упразднено             | 10              | -               | -               |
| 8 | Разъезд 20       | разъезд, упразднен           | 46              | -               | -               |
| 9 | Старый Карабаур  | село, упразднено             | 78              | -               | -               |

## Местное самоуправление
Аппарат акима Абылайханского сельского округа — село Кызылагаш, улица Мектеп, 10а.
- Аким сельского округа — Кубенов Женис Нурмияшевич[1].